# Nicholas Ray
Nicholas Ray, geboren als Raymond Nicholas Kienzle, (Galesville, 7 augustus 1911 - New York, 16 juni 1979) was een Amerikaans filmregisseur.
Nicholas Ray begon zijn loopbaan als architect. In 1944 was hij regieassistent van Elia Kazan bij de film A Tree Grows in Brooklyn. Zijn debuut als regisseur maakte hij in 1949 met de misdaadfilm They Live by Night. Hij brak door met films als In a Lonely Place (1950) en Johnny Guitar (1954). Zijn grootste commerciële succes was de film Rebel Without a Cause (1955) met de acteur James Dean als hoofdrolspeler.
Na het historische drama 55 Days at Peking (1963) brak Nicholas Ray met de grote filmmaatschappijen. Nadien kon hij moeilijk nog financiering vinden voor nieuwe projecten. Hij onderwees film in New York, regisseerde experimentele films en speelde een rol in de film Der amerikanische Freund (1977) van de Duitse regisseur Wim Wenders. Vlak voor zijn dood draaide hij nog de documentaire Lightning Over Water (1980) in samenwerking met Wenders.

## Filmografie
- 1949: They Live by Night
- 1949: Knock on Any Door
- 1949: A Woman's Secret
- 1949: Roseanna McCoy (samen met Irving Reis)
- 1950: In a Lonely Place
- 1950: Born to Be Bad
- 1951: Flying Leathernecks
- 1951: The Racket
- 1952: On Dangerous Ground
- 1952: Macao
- 1952: The Lusty Men
- 1952: Androcles and the Lion (samen met Chester Erskine)
- 1954: Johnny Guitar
- 1955: Run for Cover
- 1955: Rebel Without a Cause
- 1956: Hot Blood
- 1956: Bigger Than Life
- 1957: The True Story of Jesse James
- 1957: Bitter Victory
- 1958: Wind Across the Everglades
- 1958: Party Girl
- 1959: The Savage Innocents
- 1961: King of Kings
- 1963: 55 Days at Peking
- 1968: Oedipus the King
- 1975: Wet Dreams (segment The Janitor)
- 1976: We Can't Go Home Again
- 1978: Marco
- 1980: Lightning Over Water (samen met Wim Wenders)